# Apoplast
Als Apoplast wird in einem pflanzlichen Gewebe der Raum außerhalb der Protoplasten bezeichnet. Der Apoplast besteht aus der Gesamtheit aller Zellwände und dem Interzellularraum. Er ist ein wichtiger Ort für Reaktionen und Speicherungen im Gewebe.
Als Fachbegriff für den Apoplasten ist unter anderem auch der Ausdruck AFS – apparent free space („scheinbar freier Raum“) bekannt.
Im Gegensatz zum Apoplast steht der Symplast.